# ベルベノン
ベルベノン (verbenone) は天然に存在する有機化合物で、テルペノイドの一種である。特徴的な芳香を持つ。二環性のケトンで、天然にはさまざまな種類の植物にみられる。名称の由来となったバーベナの精油の主成分であるほか、ローズマリー油中にも存在する。

## 化学
水にはほとんど溶けないが、大部分の有機溶媒とは混和する。
α-ピネンの酸化によって合成できる。
光照射を用いた転位反応によって、クリサンテノンに変換することができる。

## 用途

### 駆虫薬
キクイムシの一種 Dendroctonus frontalis はアメリカ合衆国南東部においてマツに被害を与えている。キクイムシの繁殖は、ベルベノンなど天然に存在する化合物の割合を変化させることによって操作することができる。繁殖のために、キクイムシは群れを成してマツの木に集まるが、このときさまざまな化合物が宿主となっているマツやキクイムシから分泌され、同種のキクイムシが誘引される。成虫・幼虫の数がそのマツの木によって保持できる限界を超えると、さらに余分なキクイムシが集まってこないよう妨げるための信号となる化合物が作り出される。森林の管理者は多くの場合、木を伐採することによってキクイムシの感染を防ごうとし、時には感染した木とその周りの（健康な）木を燃やすことによって対処する。そのあと、ベルベノンが入った袋を付近の木に吊り下げ、キクイムシを退散・混乱させる。

### その他
快い香りを持つため、合成品やベルベノンを多く含む植物精油は、香料、アロマセラピー、ハーブティー、香辛料、薬草として利用される。L-ベルベノンはレボベルベノンと呼ばれ、鎮咳薬として用いられる。また、抗微生物活性を持つ可能性があるとされている。